# 알래스카 준주
알래스카 준주( - 準州, 영어: Territory of Alaska, Alaska Territory)는 1912년 8월 24일부터 미합중국 49번째 주로 승격한 1959년 1월 3일까지 약 47년간 존재한 미합중국의 자치령, 즉 준주이다. 이 준주가 알래스카주가 되었다. 1899년 형법이 성립되고, 여러 가지 중에서도 주세가 의회에서 알래스카 대표의 목소리를 높이게 했다. 알래스카가 미국의 자치령이 된 1912년 8월 24일에 그 논의가 겨우 끝났다.

## 개요
1912년 〈제2차 기본법〉으로 알래스카 지구(District of Alaska)는 ‘알래스카 준주’로 이름을 바꾸었다. 1916년 경 인구는 58,000명에 달했다. 의회에 파견되어 있던 알래스카 대의원 제임스 위커 샴은 알래스카를 주로 승격하는 법안을 최초로 제출했지만, 알래스카 주민의 주목을 받지 못했기 때문에 실패했다. 1923년에 워런 하딩 대통령이 알래스카를 방문한 것조차도 주 승격에 대한 폭넓은 관심을 불러오지 못했다. 제2차 기본법의 규정은 알래스카를 네 개의 지역으로 분리하여 나누고 있다. 주도인 주노를 포함하고 있는 가장 인구가 많은 지역은 다른 세 지역에서 분리하여 주가 될 수 있다고 생각되기도 했다. 52개 연방 기관이 위치한 지역에 통치 운영 방법은 큰 문제였다.
1920년 존스법 (상선법)은 성조기를 게양하는 선박은 미국에서 건조하고, 미국 사람이 소유하고, 미국의 법률에 따라 문서를 작성(등록)하는 것을 의무화했다. 따라서 알래스카와 외부를 연결하는 물류 밖으로 보내기 전에 미국 선박으로 시애틀까지 운반해야 했고, 알래스카는 시애틀이 있는 워싱턴주에 의존을 할 수 밖에 없었다. 미국 연방 대법원이 내린 결정은 알래스카 준주에 지나지 않기 때문 미국 헌법에 정하는 바의 ‘주는 다른 주의 상행위를 지배해서는 안된다’라는 조항은 적용되지 않는다는 것이었다. 이 상황을 이용하여 시애틀의 해운 회사는 운송비를 인상했다.
세계 공황으로 인해 당시 알래스카 경제의 생명선인 수산물과 구리의 가격은 폭락했다. 임금은 하락했고, 취업자는 절반 이하였다. 1935년 대통령 프랭클린 루스벨트는 농업 지역에 사는 국민을 위한 방안으로 알래스카의 마타느스카 스시토나 계곡으로 이주하고 농업에서 자급자족하면 된다고 생각했다. 알래스카가 자신들의 주와 기후가 비슷하고 개척자들이 생활을 견딜 수 있다고 생각했다, 미시간주, 위스콘신주, 미네소타주와 같은 북부의 주에서 대규모 이주자들이 몰려 왔다. 콩고인 생활 향상 협회 연합은 준주이면 충분한 참정권을 준다며 대통령에 흑인 400명을 알래스카로 이주시켜 달라고 했다가, 인종적 편견과 북부 주에서 이주자들만 적응하는 개척자가 될 수 있다는 믿음으로 청원은 거절당했다.
1942년 6월부터 1943년 8월까지 알류샨 방면 전투에서 일본군은 알류샨 열도를 따라 미국을 침략하려고 했다. 1812년의 미영 전쟁 이후 미국 땅을 밟은 외국 군대는 두 번째이고, 첫 번째는 1941년 12월 괌 섬이었으며, 역시 일본군에 의해서였다. 일본군은 결국 34,000명의 군대에 의해 알류샨 열도에서 격퇴되었다.
결국 미국 정부가 이 땅의 큰 가능성을 인식하게 되면서 1959년 1월 3일 알래스카는 미국 49번째로 주로 승격하였다. 동시에 주 승격을 목표로 하고 있고, 공화당 지지를 생각하던 하와이주와는 대조적으로 알래스카가 연방 의회에 민주당원을 고르는 것 아니냐는 전국 공화당 당원의 걱정 때문에 다소의 지연이 있었다. 최근, 이러한 예측은 두 주 모두 반대의 결과로 변해 왔다.